# William Murdoch
Pour les articles homonymes, voir Murdoch.
Ne pas confondre avec William McMaster Murdoch (1873 - 1912), 1er officier sur le RMS Titanic
William Murdoch (parfois appelé Murdock) (21 août 1754 - 15 novembre 1839) est un ingénieur et inventeur écossais. Employé de James Watt, il est à l'origine de plusieurs inventions brevetées par celui-ci.

## Le gaz d'éclairage
La propriété de la découverte du gaz d'éclairage, aux alentours de 1800 a fait débat à l'époque. Elle se trouve partagée entre le Français Philippe Lebon, l'Anglais William Murdoch, l'Allemand Frédéric-Albert Winsor, le Limbourgois Jan Pieter Minckelers qui est le seul à ne lui a pas avoir donné de suites industrielles. Il semble que sa fabrication et son exploitation comme éclairage sont  réalisées bien avant à l'abbaye de Culross (en:Culross Abbey), en Écosse où l'on s'en sert dans des vases.
L'ingénieur français Philippe Lebon indique la houille comme propre à remplacer le bois avec avantage dans la production du gaz hydrogène, comme il avait nommé le gaz issu de la distillation du bois (le gaz de bois), « c'est là le grand mérite de ses recherches; quant à la véritable gloire de l'invention perfectionnée, elle revient en entier à l'anglais William Murdoch, de Soho, près de Birmingham, dans le comté de Warwick. C'est lui qui, le premier, découvre que le gaz de houille peut être accumulé dans de vastes réservoirs, purifié par son passage à travers un liquide, et enfin dirigé à grande distance des fourneaux générateurs, vers les points de combustion où il devait produire dans des becs convenables une lumière plus vive, moins coûteuse que la lumière ordinaire dérivée du suif, de la cire ou de l'huile. Voilà le résultat incontestable des expériences de Murdoch, voilà ce qui place cet inventeur au premier rang parmi les bienfaiteurs de l'humanité. »
« En 1792, Murdoch, employé à Redruth, dans le comté de Cornouailles, éclairait habituellement au gaz de la houille sa maison et ses bureaux; plus tard il répétait la même expérience à Old-Cunnock, en Écosse (M. Murdoch était un homme d'un esprit tout à fait inventif). Pendant son séjour en Cornouailles, il obtenait du gaz de la plupart des substances combustibles qui lui tombaient sous la main. Non seulement sa maison était éclairée par le gaz au dedans et au dehors, mais il remplissait encore des vessies de cette substance, pour en alimenter les deux lanternes d’une petite voiture à vapeur avec laquelle il courait le pays; laissant dans l'étonnement et l'admiration tous les témoins de ses merveilleuses expériences). Cependant ce n'est qu'en 1798 qu'il fit part, pour la première fois, de sa découverte au public, lorsqu'il se mit en mesure d'obtenir un brevet d'invention, pour s'en garantir l'exploitation privilégiée. Il reprit alors ses essais sur une échelle plus grande qu'il n'avait fait jusque-là ; mais à cette période primitive d'une industrie qui a jeté plus tard un si vif éclat sur son inventeur, les procédés d'opération étaient bien moins précis, les appareils infiniment plus grossiers que de nos jours; tellement, que si l'on prouva la possibilité de produire ainsi une belle et vive lumière, le point important de l'opération, le bon marché, demeura un problème encore à résoudre. »
« Sans être absolument décourageant, cet essai n'offrait pas néanmoins un résultat satisfaisant aux amis de Murdoch, pour qu'ils osassent former avec lui une compagnie d'éclairage. Il eut fallu, d'ailleurs, payer de 200 à 300 livre sterling (de 5000 à 7500 fr.) un brevet que le moindre échec, le plus léger dérangement dans des appareils encore imparfaits pouvait rendre inutile: c'était trop de chances à la fois; ils renoncèrent donc à livrer aux hasards d'une industrie naissante les capitaux indispensables à son exploitation. »
« Cependant, en 1802, la renommée des expériences tentées en France par l'ingénieur Lebon, se répandit en Angleterre, et vint à propos stimuler le courage abattu de M. Murdoch. Secondé par les riches manufacturiers de sa ville natale, il procura à la population de cette laborieuse cité, le spectacle splendide d'une illumination au gaz, à l'occasion de la paix d'Amiens qui venait d'être signée. La même année, MM. Watt et Boulton, si célèbres par leurs beaux perfectionnements de la machine à vapeur, ayant, en hommes supérieurs, saisi toute la portée de l'invention de Murdoch, leur ami, et moins embarrassés qu'aucun pour la confection des appareils, la mirent immédiatement en pratique, et éclairèrent en entier au gaz extrait de la houille, leur magnifique usine de Soho. »
« Dans ces mains habiles, le nouveau mode d'éclairage subit chaque jour d'importantes et utiles modifications, tandis que M. Murdoch travaillait activement de son côté à l'amélioration de son système. En 1806, MM. Watt et Boulton furent chargés d'établir un grand nombre d'appareils pour l'éclairage des immenses manufactures de coton de plusieurs villes industrielles du royaume, à la tête desquelles il faut placer la superbe filature de MM. Philips et Lee, de Manchester, la première dont les vastes ateliers furent intégralement éclairés au gaz. Celui-ci se répandait ainsi peu à peu dans les établissements particuliers, mais ne trouvait point encore d'application générale pour l'illumination d'une ville entière ».

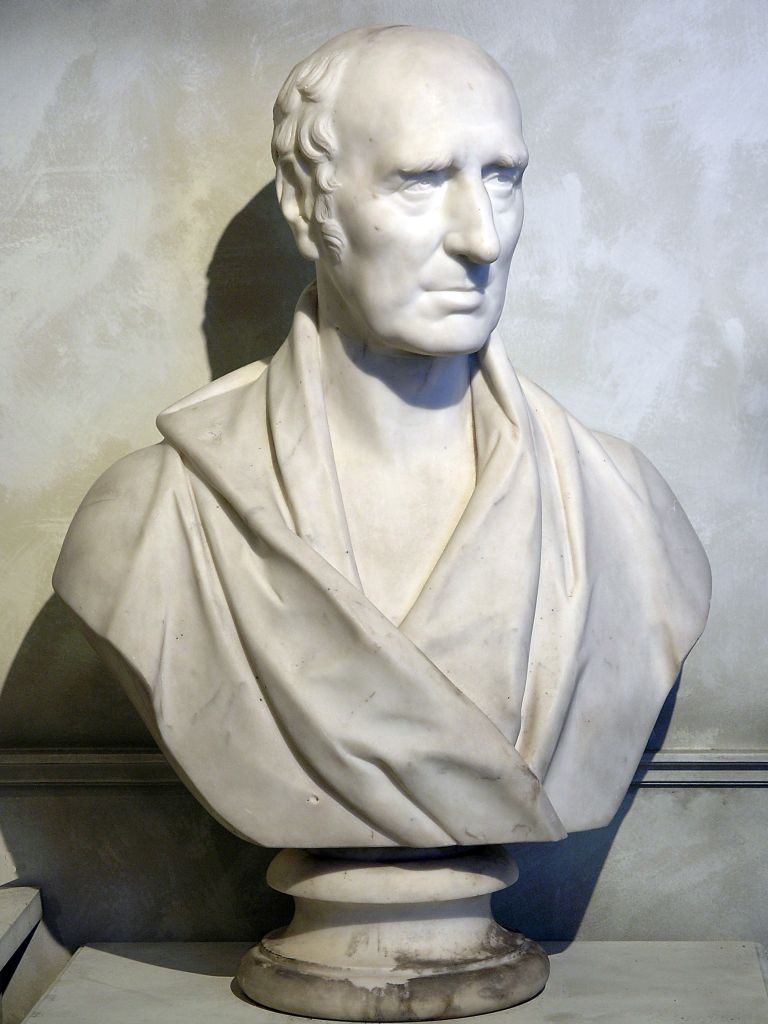
Marble Bust of Murdock by E. G. Papworth.

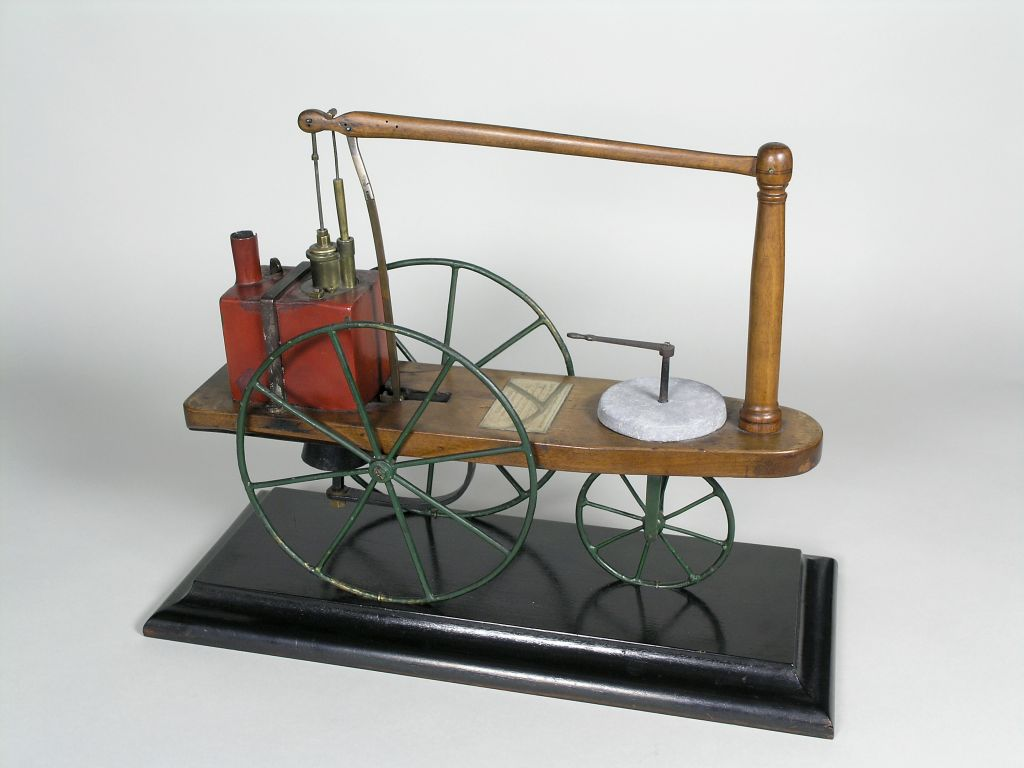
Murdoch's model steam carriage, in Thinktank, Birmingham Science Museum

En 1801, en Allemagne, Frédéric-Albert Winsor, qui avait traduit en allemand et en anglais le rapport de Philippe Lebon à l'Institut de France, publia sur ce sujet, à Brunswick, un essai en trois langues qu'il dédia à S.A.S. le duc régnant, qui avait été témoin avec toute sa cour de ses expériences sur l'éclairage produit par la distillation des bois de chêne et de sapin. Puis, la même année, il vint à Londres faire des expériences, en public, au Lyceum Theatre. En 1804, Winsor publia une nouvelle brochure sur la découverte d'un appareil pour l'éclairage et le chauffage par le gaz. Et en 1807, il conçut l'idée de « fonder une société d'éclairage général au gaz pour les rues, les usines, les boutiques, les hôtels et les maisons bourgeoises de Londres. Dans le but d'appeler à soi les capitalistes, il rédigea et répandit dans le public d’emphatiques prospectus, auprès desquels pâliraient les promesses merveilleuses de nos instituts agricoles, de nos compagnies modernes à primes et bénéfices anticipés. Au dire de M. Winsor, le gaz lui-même n'était qu'un produit fort secondaire; on le donnerait pour rien, qu'il y aurait encore bénéfice par la vente du goudron, du coke, de l'ammoniaque, etc., résultants de la distillation du charbon de terre. »
« Toujours confiant dans des annonces pompeuses, et audacieux dans ses entreprises, le public anglais se laissa prendre à ces paroles dorées; des actionnaires confièrent leurs fonds a M. Winsor, lui permirent de construire une usine, de planter d'élégants candélabres en fonte dans Pall-Mall et dans tout le voisinage du palais de Saint-James. Jamais les nuits d'Angleterre n'avaient brillé d'un si prodigieux éclat; Londres en fut émerveillé. Mais ce n'était qu'un feu de paille. En 1809, la compagnie Winsor réclama son incorporation par acte parlementaire. »
« Ici commencèrent les difficultés: Murdoch et ses amis, inventeurs réels du nouvel éclairage, mirent opposition à celte demande, insistant avec raison sur le tort irréparable que causerait le vote d'un pareil acte, après les incalculables dépenses que leur avaient occasionnées des expériences sans nombre et des appareils dispendieux, pour la plupart devenus successivement inutiles. »
« La ruine de la compagnie Winsor, n'effraya donc pas de nouveaux entrepreneurs. M. Grégory, simple particulier à Londres, homme d'un mérite distingué et doué d'une persévérance rare, même parmi ses compatriotes, résolut de fonder une nouvelle société pour l'éclairage au gaz. Sans adresser un prospectus décrédité d'avance à un public prévenu, il n'opéra que parmi ses amis le placement de ses actions, et par suite d'arrangements avec M. Murdoch, obtint, en 1812, pour sa compagnie dont M. Accum, fut nommé directeur apparent, une charte constitutive en autorisant l'incorporation pour vingt et un ans. »
« C'est donc de 1813 que date en Angleterre l'admission incontestée du gaz de la houille, comme élément d'éclairage public. Chaque année qui suivit apporta au système de Murdoch son tribut de perfectionnements, et pour rendre justice à qui de droit, ajoutons que la plupart des améliorations, postérieures à cette époque, furent le fruit des laborieux travaux de Mr. Samuel Clegg, ingénieur de la compagnie Grégory, et des études spéciales sur la construction des fourneaux d'un savant distingué de Londres, M. Georges Lowe. »